# Bukayo Saka
Bukayo Ayoyinka T. M. Saka (Londra, 5 settembre 2001) è un calciatore inglese, centrocampista o attaccante dell'Arsenal e della nazionale inglese, con cui è diventato vicecampione d'Europa nel 2021 e nel 2024.

## Biografia
Saka è nato a Londra da genitori nigeriani.

## Caratteristiche tecniche
Considerato uno dei talenti più forti della propria generazione, è un esterno d'attacco, molto rapido ed abile con entrambi i piedi (anche se mancino naturale) che può essere schierato su tutto il fronte offensivo, anche se predilige il ruolo di ala destra.
Risulta spesso decisivo in zona goal, fornendo anche assist per i compagni, un giocatore creativo ed imprevedibile palla al piede.

## Carriera

### Club
Cresciuto nel settore giovanile dell'Arsenal, dopo aver percorso la trafila delle giovanili il 14 settembre 2018 ha firmato il suo primo contratto professionistico con il club londinese. Il 29 novembre successivo ha debuttato in prima squadra subentrando ad Aaron Ramsey al 68º nell'incontro di Europa League vinto 3-0 contro il Vorskla, mentre il 1º gennaio 2019 ha fatto il suo esordio in Premier League nel corso del match vinto 4-1 contro il Fulham, diventando il primo calciatore classe 2001 ad aver esordito nella massima divisione inglese. Al termine della stagione 2020-2021 viene inserito tra i candidati per vincere il premio di miglior giovane della Premier League.
Il 20 settembre 2023, sempre con la maglia dell'Arsenal, ha fatto il suo primo esordio in Champions League nel vittorioso match contro il PSV, in cui ha segnato un gol e fornito un assist. Nel corso della stagione migliora ulteriormente la sua media in zona goal con 16 reti e 12 assist in 35 partite di Premier League.
Risulta tra i protagonisti della Champions League 2024/2025 dove mette a segno 6 goal e 2 assist in 9 partite, tra cui un goal nella semifinale di ritorno persa per 2-1 contro il Paris Saint Germain.

### Nazionale
Ha rappresentato l'Inghilterra a partire dall'Under-16, compiendo tutta la trafila delle nazionali giovanili inglesi.
Nel maggio del 2018, con la nazionale Under-17 ha preso parte al Campionato europeo di categoria, uscendo in semifinale ai tiri di rigore contro i Paesi Bassi.
Il 1º ottobre 2020 riceve la sua prima convocazione in nazionale maggiore inglese, debuttando 7 giorni dopo nel successo per 3-0 in amichevole contro il Galles, partendo titolare per poi venire rimpiazzato da Ben Chilwell al 76º. Il 31 maggio 2021 viene convocato per il campionato d'Europa 2020. Due giorni dopo realizza la sua prima rete in nazionale, nell'amichevole contro l'Austria, segnando il gol decisivo dell'incontro, vinto per 1-0.
Impiegato come titolare nella terza partita della fase a gironi, vinta di misura (1-0) contro la Rep. Ceca, Saka viene mandato in campo nel corso della finale contro l'Italia. Dopo l'1-1 dei tempi supplementari, viene designato tra i rigoristi della serie finale, nella quale fallisce il quinto e ultimo tiro dell'Inghilterra, che soccombe così per 3-2 contro gli Azzurri.
Successivamente viene convocato per i Mondiali 2022, in cui realizza una doppietta nella sfida vinta ai gironi contro l'Iran (6-2). Va a segno anche agli ottavi contro il Senegal, consentendo così agli inglesi di passare il turno vincendo 3-0, ma ai quarti i britannici escono contro la Francia.
Il 19 giugno 2023 realizza la prima tripletta della sua carriera nel successo per 7-0 contro la Macedonia del Nord.
Convocato per Euro 2024, nel corso del torneo va a segno ai quarti contro la Svizzera; la sfida finisce 1-1 e si protrae sino a i calci di rigore, a cui Saka partecipa segnando il proprio tiro e contribuendo al passaggio del turno degli inglesi. Medesimi che non riescono a trionfare nella finale contro la Spagna,fallendo così per ben due volte di fila in finale

## Statistiche

### Presenze e reti nei club
Statistiche aggiornate al 23 luglio 2025.
| Stagione        | Squadra         | Campionato      | Campionato | Campionato | Coppe nazionali | Coppe nazionali | Coppe nazionali | Coppe continentali | Coppe continentali | Coppe continentali | Altre coppe | Altre coppe | Altre coppe | Totale | Totale |
| Stagione        | Squadra         | Comp            | Pres       | Reti       | Comp            | Pres            | Reti            | Comp               | Pres               | Reti               | Comp        | Pres        | Reti        | Pres   | Reti   |
| --------------- | --------------- | --------------- | ---------- | ---------- | --------------- | --------------- | --------------- | ------------------ | ------------------ | ------------------ | ----------- | ----------- | ----------- | ------ | ------ |
| 2018-2019       | Arsenal         | PL              | 1          | 0          | FACup+CdL       | 1+0             | 0               | UEL                | 2                  | 0                  | -           | -           | -           | 4      | 0      |
| 2019-2020       | Arsenal         | PL              | 26         | 1          | FACup+CdL       | 4+2             | 1+0             | UEL                | 6                  | 2                  | -           | -           | -           | 38     | 4      |
| 2020-2021       | Arsenal         | PL              | 32         | 5          | FACup+CdL       | 2+2             | 0               | UEL                | 9                  | 2                  | CS          | 1           | 0           | 46     | 7      |
| 2021-2022       | Arsenal         | PL              | 38         | 11         | FACup+CdL       | 1+4             | 0+1             | -                  | -                  | -                  | -           | -           | -           | 43     | 12     |
| 2022-2023       | Arsenal         | PL              | 38         | 14         | FACup+CdL       | 2+0             | 0+0             | UEL                | 8                  | 1                  | -           | -           | -           | 48     | 15     |
| 2023-2024       | Arsenal         | PL              | 35         | 16         | FACup+CdL       | 1+1             | 0+0             | UCL                | 9                  | 4                  | CS          | 1           | 0           | 47     | 20     |
| 2024-2025       | Arsenal         | PL              | 25         | 6          | FACup+CdL       | 0+3             | 0               | UCL                | 9                  | 6                  | -           | -           | -           | 37     | 12     |
| 2025-2026       | Arsenal         | PL              | 0          | 0          | FACup+CdL       | 0+0             | 0               | UCL                | 0                  | 0                  | -           | -           | -           | 0      | 0      |
| Totale carriera | Totale carriera | Totale carriera | 195        | 53         |                 | 23              | 2               |                    | 43                 | 15                 |             | 2           | 0           | 263    | 70     |

### Cronologia presenze e reti in nazionale
| Cronologia completa delle presenze e delle reti in nazionale ― Inghilterra | Cronologia completa delle presenze e delle reti in nazionale ― Inghilterra | Cronologia completa delle presenze e delle reti in nazionale ― Inghilterra | Cronologia completa delle presenze e delle reti in nazionale ― Inghilterra | Cronologia completa delle presenze e delle reti in nazionale ― Inghilterra | Cronologia completa delle presenze e delle reti in nazionale ― Inghilterra | Cronologia completa delle presenze e delle reti in nazionale ― Inghilterra | Cronologia completa delle presenze e delle reti in nazionale ― Inghilterra |
| Data                                                                       | Città                                                                      | In casa                                                                    | Risultato                                                                  | Ospiti                                                                     | Competizione                                                               | Reti                                                                       | Note                                                                       |
| -------------------------------------------------------------------------- | -------------------------------------------------------------------------- | -------------------------------------------------------------------------- | -------------------------------------------------------------------------- | -------------------------------------------------------------------------- | -------------------------------------------------------------------------- | -------------------------------------------------------------------------- | -------------------------------------------------------------------------- |
| 8-10-2020                                                                  | Londra                                                                     | Inghilterra                                                                | 3 – 0                                                                      | Galles                                                                     | Amichevole                                                                 | -                                                                          | 76’                                                                        |
| 12-11-2020                                                                 | Londra                                                                     | Inghilterra                                                                | 3 – 0                                                                      | Irlanda                                                                    | Amichevole                                                                 | -                                                                          |                                                                            |
| 15-11-2020                                                                 | Lovanio                                                                    | Belgio                                                                     | 2 – 0                                                                      | Inghilterra                                                                | UEFA Nations League 2020-2021 - 1º turno                                   | -                                                                          | 38’                                                                        |
| 18-11-2020                                                                 | Londra                                                                     | Inghilterra                                                                | 4 – 0                                                                      | Islanda                                                                    | UEFA Nations League 2020-2021 - 1º turno                                   | -                                                                          |                                                                            |
| 2-6-2021                                                                   | Middlesbrough                                                              | Inghilterra                                                                | 1 – 0                                                                      | Austria                                                                    | Amichevole                                                                 | 1                                                                          |                                                                            |
| 22-6-2021                                                                  | Londra                                                                     | Rep. Ceca                                                                  | 0 – 1                                                                      | Inghilterra                                                                | Euro 2020 - 1º turno                                                       | -                                                                          | 84’                                                                        |
| 29-6-2021                                                                  | Londra                                                                     | Inghilterra                                                                | 2 – 0                                                                      | Germania                                                                   | Euro 2020 - Ottavi di finale                                               | -                                                                          | 69’                                                                        |
| 7-7-2021                                                                   | Londra                                                                     | Inghilterra                                                                | 2 – 1 dts                                                                  | Danimarca                                                                  | Euro 2020 - Semifinale                                                     | -                                                                          | 69’                                                                        |
| 11-7-2021                                                                  | Londra                                                                     | Italia                                                                     | 1 – 1 dts (3 – 2 dtr)                                                      | Inghilterra                                                                | Euro 2020 - Finale                                                         | -                                                                          | 70’                                                                        |
| 2-9-2021                                                                   | Budapest                                                                   | Ungheria                                                                   | 0 – 4                                                                      | Inghilterra                                                                | Qual. Mondiali 2022                                                        | -                                                                          | 88’                                                                        |
| 5-9-2021                                                                   | Londra                                                                     | Inghilterra                                                                | 4 – 0                                                                      | Andorra                                                                    | Qual. Mondiali 2022                                                        | 1                                                                          |                                                                            |
| 9-10-2021                                                                  | Andorra la Vella                                                           | Andorra                                                                    | 0 – 5                                                                      | Inghilterra                                                                | Qual. Mondiali 2022                                                        | 1                                                                          |                                                                            |
| 12-10-2021                                                                 | Londra                                                                     | Inghilterra                                                                | 1 – 1                                                                      | Ungheria                                                                   | Qual. Mondiali 2022                                                        | -                                                                          | 62’                                                                        |
| 15-11-2021                                                                 | Serravalle                                                                 | San Marino                                                                 | 0 – 10                                                                     | Inghilterra                                                                | Qual. Mondiali 2022                                                        | 1                                                                          |                                                                            |
| 4-6-2022                                                                   | Budapest                                                                   | Ungheria                                                                   | 1 – 0                                                                      | Inghilterra                                                                | UEFA Nations League 2022-2023 - 1º turno                                   | -                                                                          | 46’                                                                        |
| 7-6-2022                                                                   | Monaco di Baviera                                                          | Germania                                                                   | 1 – 1                                                                      | Inghilterra                                                                | UEFA Nations League 2022-2023 - 1º turno                                   | -                                                                          | 80’                                                                        |
| 11-6-2022                                                                  | Wolverhampton                                                              | Inghilterra                                                                | 0 – 0                                                                      | Italia                                                                     | UEFA Nations League 2022-2023 - 1º turno                                   | -                                                                          | 79’                                                                        |
| 14-6-2022                                                                  | Wolverhampton                                                              | Inghilterra                                                                | 0 – 4                                                                      | Ungheria                                                                   | UEFA Nations League 2022-2023 - 1º turno                                   | -                                                                          | 85’                                                                        |
| 23-9-2022                                                                  | Milano                                                                     | Italia                                                                     | 1 – 0                                                                      | Inghilterra                                                                | UEFA Nations League 2022-2023 - 1º turno                                   | -                                                                          | 72’                                                                        |
| 26-9-2022                                                                  | Londra                                                                     | Inghilterra                                                                | 3 – 3                                                                      | Germania                                                                   | UEFA Nations League 2022-2023 - 1º turno                                   | -                                                                          | 66’                                                                        |
| 21-11-2022                                                                 | Al Rayyan                                                                  | Inghilterra                                                                | 6 – 2                                                                      | Iran                                                                       | Mondiali 2022 - 1º turno                                                   | 2                                                                          | 70’                                                                        |
| 25-11-2022                                                                 | Al Khawr                                                                   | Inghilterra                                                                | 0 – 0                                                                      | Stati Uniti                                                                | Mondiali 2022 - 1º turno                                                   | -                                                                          | 78’                                                                        |
| 4-12-2022                                                                  | Al Khor                                                                    | Inghilterra                                                                | 3 – 0                                                                      | Senegal                                                                    | Mondiali 2022 - Ottavi di finale                                           | 1                                                                          | 65’                                                                        |
| 10-12-2022                                                                 | Al Khor                                                                    | Inghilterra                                                                | 1 – 2                                                                      | Francia                                                                    | Mondiali 2022 - Quarti di finale                                           | -                                                                          | 80’                                                                        |
| 23-3-2023                                                                  | Napoli                                                                     | Italia                                                                     | 1 – 2                                                                      | Inghilterra                                                                | Qual. Euro 2024                                                            | -                                                                          | 85’                                                                        |
| 26-3-2023                                                                  | Londra                                                                     | Inghilterra                                                                | 2 – 0                                                                      | Ucraina                                                                    | Qual. Euro 2024                                                            | 1                                                                          |                                                                            |
| 16-6-2023                                                                  | Ta' Qali                                                                   | Malta                                                                      | 0 – 4                                                                      | Inghilterra                                                                | Qual. Euro 2024                                                            | -                                                                          | 46’                                                                        |
| 19-6-2023                                                                  | Manchester                                                                 | Inghilterra                                                                | 7 – 0                                                                      | Macedonia del Nord                                                         | Qual. Euro 2024                                                            | 3                                                                          | 58’                                                                        |
| 9-9-2023                                                                   | Breslavia                                                                  | Ucraina                                                                    | 1 – 1                                                                      | Inghilterra                                                                | Qual. Euro 2024                                                            | -                                                                          | 86’                                                                        |
| 12-9-2023                                                                  | Glasgow                                                                    | Scozia                                                                     | 1 – 3                                                                      | Inghilterra                                                                | Amichevole                                                                 | -                                                                          | 71’                                                                        |
| 17-11-2023                                                                 | Londra                                                                     | Inghilterra                                                                | 2 – 0                                                                      | Malta                                                                      | Qual. Euro 2024                                                            | -                                                                          | 46’                                                                        |
| 20-11-2023                                                                 | Skopje                                                                     | Macedonia del Nord                                                         | 1 – 1                                                                      | Inghilterra                                                                | Qual. Euro 2024                                                            | -                                                                          | 84’                                                                        |
| 7-6-2024                                                                   | Londra                                                                     | Inghilterra                                                                | 0 – 1                                                                      | Islanda                                                                    | Amichevole                                                                 | -                                                                          | 64’                                                                        |
| 16-6-2024                                                                  | Gelsenkirchen                                                              | Serbia                                                                     | 0 – 1                                                                      | Inghilterra                                                                | Euro 2024 - 1º turno                                                       | -                                                                          | 76’                                                                        |
| 20-6-2024                                                                  | Francoforte sul Meno                                                       | Danimarca                                                                  | 1 – 1                                                                      | Inghilterra                                                                | Euro 2024 - 1º turno                                                       | -                                                                          | 70’                                                                        |
| 25-6-2024                                                                  | Colonia                                                                    | Inghilterra                                                                | 0 – 0                                                                      | Slovenia                                                                   | Euro 2024 - 1º turno                                                       | -                                                                          | 71’                                                                        |
| 30-6-2024                                                                  | Gelsenkirchen                                                              | Inghilterra                                                                | 2 – 1 dts                                                                  | Slovacchia                                                                 | Euro 2024 - Ottavi di finale                                               | -                                                                          |                                                                            |
| 6-7-2024                                                                   | Düsseldorf                                                                 | Inghilterra                                                                | 1 – 1 dts (5 - 3 dtr)                                                      | Svizzera                                                                   | Euro 2024 - Quarti di finale                                               | 1                                                                          |                                                                            |
| 10-7-2024                                                                  | Dortmund                                                                   | Paesi Bassi                                                                | 1 – 2                                                                      | Inghilterra                                                                | Euro 2024 - Semifinale                                                     | -                                                                          | 86’ 90+3’                                                                  |
| 14-7-2024                                                                  | Berlino                                                                    | Spagna                                                                     | 2 – 1                                                                      | Inghilterra                                                                | Euro 2024 - Finale                                                         | -                                                                          |                                                                            |
| 7-9-2024                                                                   | Dublino                                                                    | Irlanda                                                                    | 0 – 2                                                                      | Inghilterra                                                                | UEFA Nations League 2024-2025 - 1º turno                                   | -                                                                          |                                                                            |
| 10-9-2024                                                                  | Londra                                                                     | Inghilterra                                                                | 2 – 0                                                                      | Finlandia                                                                  | UEFA Nations League 2024-2025 - 1º turno                                   | -                                                                          | 66’                                                                        |
| 10-10-2024                                                                 | Londra                                                                     | Inghilterra                                                                | 1 – 2                                                                      | Grecia                                                                     | UEFA Nations League 2024-2025 - 1º turno                                   | -                                                                          | 45+1’ 52’                                                                  |
| 10-6-2025                                                                  | West Bridgford                                                             | Inghilterra                                                                | 1 – 3                                                                      | Senegal                                                                    | Amichevole                                                                 | -                                                                          | 71’                                                                        |
| Totale                                                                     |                                                                            | Presenze                                                                   | 44                                                                         |                                                                            | Reti                                                                       | 12                                                                         |                                                                            |

## Palmarès

### Club
- Coppa d'Inghilterra: 1

Arsenal: 2019-2020
- Community Shield: 2

Arsenal: 2020, 2023

### Individuale
- Giovane dell'anno della PFA: 1

2022-2023
- Squadra dell'anno della PFA: 1

2022-2023